# Shergottite

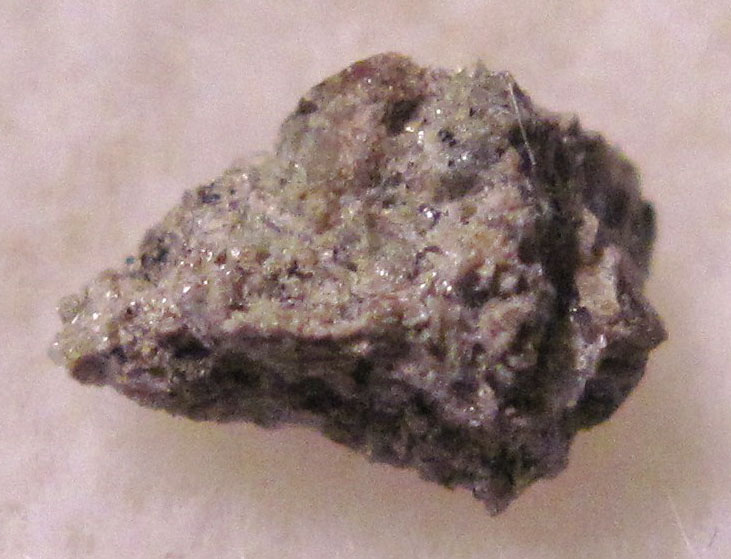
Fragment de la météorite Shergotty, 50 mg (collection Hupé).

Les shergottites sont un type rare de météorites, considérées comme provenant de Mars. Leur nom fait référence à la météorite Shergotty, tombée en 1865 près de Sherghati (en), dans l'État du Bihar (Inde).
Les shergottites constituent les trois quarts environ des météorites martiennes.

## Pétrologie et minéralogie
Les shergottites sont des roches magmatiques de composition ultramafique, qui présentent fréquemment des traces de métamorphisme de choc. On en distingue deux sous-types en fonction de leur minéralogie : les shergottites basaltiques et les shergottites lherzolitiques. Alternativement, on peut les classer en trois ou quatre groupes en fonction de leur teneur en terres rares.

## Âge et origine
L'âge de cristallisation des shergottites est particulièrement petit pour des météorites : entre 161 ± 9 et 540 ± 63 Ma (2σ). Elles ont été éjectées de Mars il y a moins de 5 Ma, plausiblement par l'impact qui a créé le cratère Mojave,,.